# Садовський Михайло Прович
Михайло Прович Садовський (11 (24) листопада 1847 року, Москва, Російська імперія — 26 липня (8 серпня) 1910 року, Москва, Російська імперія) — російський театральний актор.

## Біографія
Народився в сім'ї актора Малого театру Прова Садовського.
Був одружений з актрисою Ольгою Йосипівною Садовською. 23  квітня ( 5  травня ) 1872  року в родині народилася дочка, майбутня актриса Єлизавета Михайлівна (сценічне ім'я за життя матері — Садовська-2-я).  9 (21 ) серпня   1874 народився син, майбутній актор Пров Садовський молодший. 1878 року народився Михайло Михайлович Садовський (старший).
1869 року Михайло Прович дебютував на сцені Малого театру. У його репертуарі відразу зайняли міцне місце п'єси О. М. Островського. 1870 року Садовського приймають у трупу Малого театру, перший час довіряючи йому ролі в амплуа простака і характерного коміка.
Михайло Прович чудово інтерпретував драматургію Островського і зіграв у п'єсах Островського понад 60 ролей.

## Творчість

### Ролі в театрі
- 1867 — «У чужому бенкеті похмілля» О. М. Островського

#### Малий театр
- 1869 — «Свої люди — розрахуємося» О. М. Островського — Подхалюзін
- 1869 — «Важкі дні» О. М. Островського — Андрій Брусков
- 1869 — «Гаряче серце» О. М. Островського — Вася Спритний
- 1869 — «Не у свої сани не сідай» О. М. Островського — Бородкін
- 1871 — «Ліс» О. М. Островського — Буланов
- 1874 — «Трудовий хліб» О. М. Островського — Грунцов
- 1875 — «Вовки і вівці» О. М. Островського — Мурзавецький
- 1876 — «Правда добре, а щастя краще» О. М. Островського — Мухояров
- 1877 — «Одруження Белугіна» О. М. Островського і Соловйова — Андрій Белугін
- 1878 — «Безприданниця» О. М. Островського -Карандишев
- 1879 — «Серце не камінь» О. М. Островського — Костянтин Каркунов